# اولاد (خوزستان)
اولاد یک روستا در ایران است که در دهستان آبژدان واقع شده‌است. اولاد 296 نفر جمعیت دارد.	
این روستا در کنار مسیل عمیق واقع شده است.